# Harasivka, Vilneansk
Harasivka (în ucraineană Гарасівка) este un sat în comuna Liubîmivka din raionul Vilneansk, regiunea Zaporijjea, Ucraina.

## Demografie
Componența lingvistică a localității Harasivka
     Ucraineană (88,57%)
     Rusă (11,43%)
Conform recensământului din 2001, majoritatea populației localității Harasivka era vorbitoare de ucraineană (88,57%), existând în minoritate și vorbitori de rusă (11,43%).